# Tủy răng

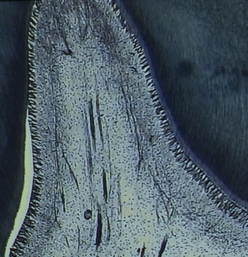

Tủy răng là phần trung tâm của răng tạo bởi các mô liên kết và nguyên bào ngà. Tủy răng là một phần của phức hợp ngà - tủy răng. Sức sống của phức hợp ngà - tủy răng, cả khi khỏe mạnh và sau tổn thương, phụ thuộc vào hoạt động của các tế bào tủy răng và quá trình truyền tín hiệu điều hòa biểu hiện tế bào.

## Giải phẫu
Tủy răng có chứa bó mạch thần kinh ở tất cả các răng, cả răng sữa và răng vĩnh viễn. Tủy răng bao gồm một buồng tủy trung tâm, các sừng tủy và các cuống tủy. Phần lớn tủy nằm ở buồng tủy, nằm trong và có hình dạng tương tự như thân răng. Do quá trình tạo ngà răng liên tục diễn ra, càng nhiều tuổi, buồng tủy càng nhỏ hơn. Tuy nhiên hiện tượng này không xảy ra đồng đều mà ở sàng nhanh hơn ở trần và các thành bên.

## Chức năng
Chức năng chủ yếu của tủy răng là tạo ngà răng (nhờ các nguyên bào ngà).
Các chức năng khác bao gồm:
Cung cấp dinh dưỡng: tủy răng chứa các thành phần dinh dưỡng xung quanh mô khoáng giúp cung cấp độ ẩm và chất dinh dưỡng;
Bảo vệ/nhận cảm: nhiệt độ quá cao hoặc quá thấp, áp lực hoặc chấn thương lên ngà hoặc tủy đều gây đau;
Bù đắp: tạo chất thay thế hay ngà thứ ba (nhờ nguyên bào ngà);
Cấu tạo: các tế bào của tủy răng tạo ra ngà răng bao quanh và bảo vệ chính mô tủy răng.

### Tủy bình thường
Tủy răng bình thường được các lớp men răng và ngà răng bảo vệ khỏi nhiễm khuẩn.
Biểu hiện tủy bình thường:
-sống và đáp ứng bình thường với thử tủy
-không có triệu chứng và không viêm
-đáp ứng nhẹ với thử nghiệm nóng và lạnh - không kéo dài hơn 1 - 2 giây sau khi ngừng kích thích.